# Storia del Partito della Rifondazione Comunista (2006-2008)
La Storia del Partito della Rifondazione Comunista dal 2006 al 2008 comprende la fase storica che tra il 7 maggio 2006 e il 20 aprile 2008 vide il PRC retto dal segretario Franco Giordano condividere le sorti del governo Prodi II dalla sua costituzione alla sua caduta, e le conseguenti elezioni politiche anticipate.

## Il PRC nel governo Prodi
Al momento della sua elezione a segretario del PRC, Giordano promette: «Noi non saremo mai sussunti e neutralizzati nella sfera istituzionale o governativa. Vogliamo far vivere la nostra ricerca e la nostra iniziativa per l'alternativa di società e per questo investiremo sul partito e sulla rifondazione comunista».
Giordano è eletto con 139 voti a favore, 47 schede bianche, 9 nulle e 7 voti contrari andati a Marco Ferrando. Da segnalare l'astensione di Sinistra Critica e della parte grassiana di Essere Comunisti che così hanno voluto dar fiducia alla ventilata intenzione di Giordano di operare per una gestione unitaria del partito, contrariamente a quanto fatto fino ad allora da Bertinotti.
Il 17 maggio 2006 nasce il governo Prodi II ed è la prima volta in 15 anni di vita che Rifondazione partecipa ad un esecutivo con una sua delegazione.

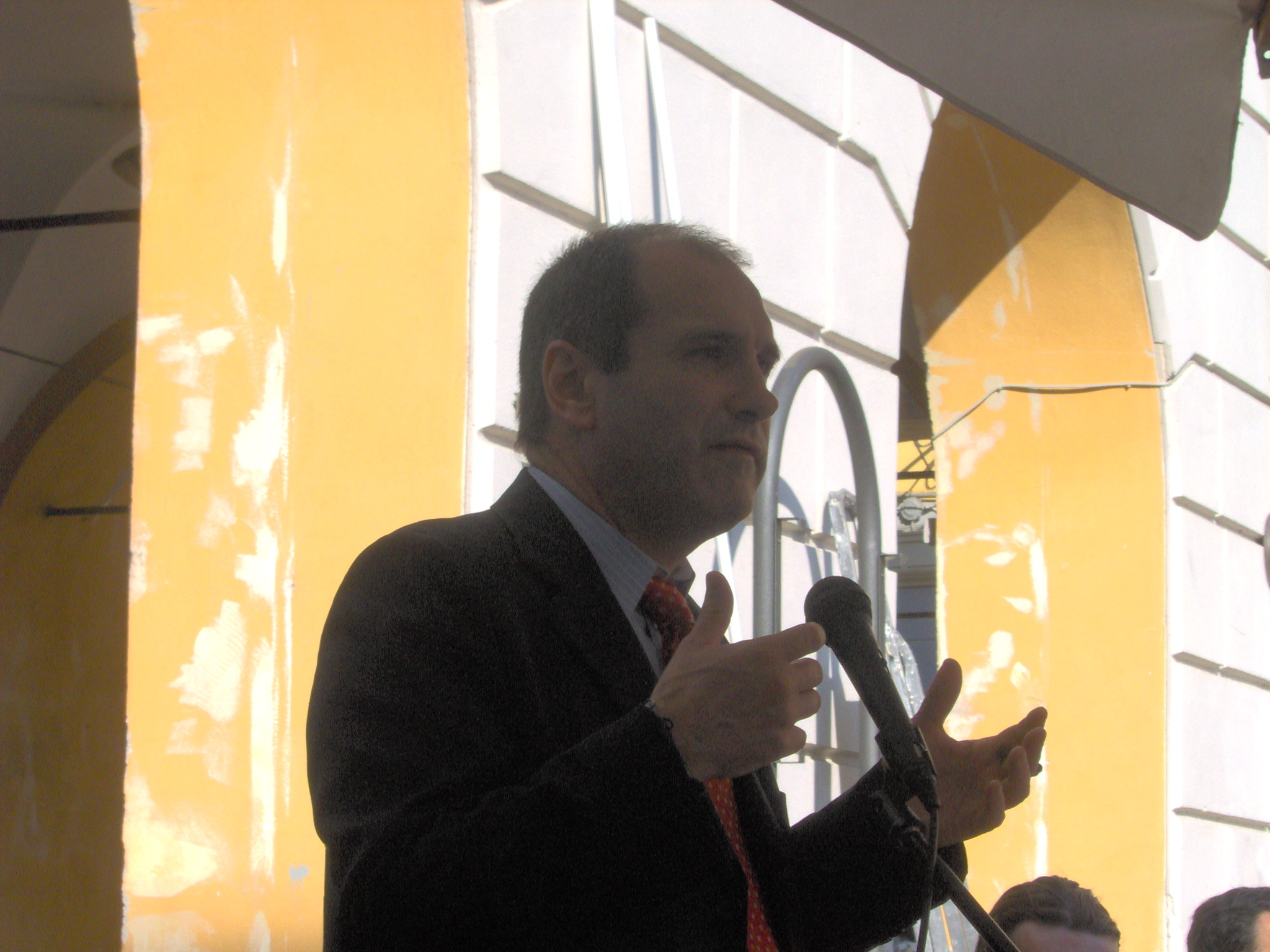
Paolo Ferrero, ministro della Solidarietà Sociale del Governo Prodi II, durante un comizio elettorale a Sarzana

Unico ministro di Rifondazione è Paolo Ferrero, con delega alla Solidarietà Sociale. Patrizia Sentinelli è viceministro agli Esteri; mentre i 6 sottosegretari sono Alfonso Gianni (Attività Produttive), Franco Bonato (Interno), Danielle Mazzonis (Beni Culturali), Donatella Linguiti (Pari Opportunità), Laura Marchetti (Ambiente) e Rosa Rinaldi (Lavoro). Il nuovo presidente del gruppo alla Camera è Gennaro Migliore. Al Senato capogruppo è Giovanni Russo Spena.

## Prime difficoltà
La permanenza al governo del PRC fu breve quanto difficile. I primi problemi sorgono con la parata del 2 giugno 2006, quando Bertinotti per dovere istituzionale vi partecipa, mentre il partito scende in piazza a protestare, secondo la propria indole pacifista.
Sei giorni dopo, sorprendentemente, Lidia Menapace non viene eletta presidente della commissione Difesa del Senato, battuta dal senatore Sergio De Gregorio, che da lì a pochi giorni uscirà da l'Unione per passere nelle file della Casa delle Libertà; Rifondazione chiede la verifica, ma alla fine viene raggiunto un accordo: Rifondazione avrebbe eletto il presidente della commissione Antimafia in Francesco Forgione.
Il 12 giugno fanno scalpore le dichiarazioni del ministro Ferrero di proporre la creazione di «stanze del buco» per gli eroinomani: tuttavia la proposta non avrà seguito. Successivamente il partito è impegnato a votare il rifinanziamento della missione in Afghanistan e appoggia convintamente la legge sull'indulto triennale a molti reati commessi fino al 2 maggio 2006. Si tratta di provvedimenti sui quali la maggioranza dirigente del PRC o abbozza (Afghanistan) o si fa promotore (indulto), ma che attireranno diverse polemiche da parte del PdCI, come dalle minoranze del PRC.
Il 3 luglio Bertinotti elogia i «borghesi buoni» come Sergio Marchionne e il 29 propone di trovare un modo per allargare la maggioranza di governo puntando proprio sulle «forze dell'attuale schieramento moderato disposte», come Marchionne, «ad andare oltre il liberismo». Intanto il 5 luglio approva la legge che reistituisce la commissione antimafia, tra i malumori di chi avrebbe voluto una legge più restrittiva (divieto ai parlamentari inquisiti per mafia o avvocati di mafia di parteciparvi). Rifondazione opta invece per una linea garantista che non prevede alcun divieto.
Il 19 luglio si dimette da deputato Paolo Cacciari che, insieme ad altri membri di minoranza, aveva dichiarato di essere pronto a votare no sul rifinanziamento delle missioni all'estero. Nascono i cosiddetti "parlamentari dissidenti" che sarebbero poi stati minacciati di espulsione dal segretario Giordano. Le dimissioni di Cacciari vengono però respinte dai suoi colleghi il successivo 27 luglio.

## Il PRC di Giordano
Al CPN che elegge la nuova segreteria del partito (17-18 giugno 2006), Giordano spiega che ha intenzione di far precipitare il progetto bertinottiano di confluenza del PRC nella sezione italiana del Partito della Sinistra Europea. I critici vi ravvedono il rischio di scioglimento del partito, ma Giordano precisa che «l'approdo della Sinistra Europea non mette in discussione l'esistenza e l'autonomia del Partito. Ma la domanda a cui dobbiamo sapere rispondere è quale partito dentro la Sinistra Europea: un partito che si rafforza e si rinnova e che approfondisce il percorso avviato dell'innovazione politico culturale e della rifondazione comunista».
Il 23 e 24 settembre ha luogo a Roma la festa nazionale di Liberazione che funge da manifestazione della SE. Per la maggioranza del PRC è così aperta la fase costituente del nuovo partito.
Al successivo CPN del 14-15 ottobre si lancia l'idea di una Conferenza di Organizzazione che «avrà al suo centro due domande: perché il PRC nella SE, quale PRC nella SE». Il 68% circa del CPN si dirà d'accordo. Al tempo stesso si decide di rilanciare il PRC nelle lotte aderendo alla manifestazione nazionale contro la precrietà del 4 novembre.

## Alcune posizioni di Bertinotti Presidente della Camera
Il 17 settembre Bertinotti accetta l'invito di partecipare ad un incontro con Gianfranco Fini presso la festa nazionale dei giovani di Alleanza Nazionale. Le polemiche a sinistra sono inevitabili, ma i dirigenti di AN plaudono, anche se Bertinotti sarà fischiato dai ragazzi di Azione Giovani.
Un mese dopo lo stesso Bertinotti è in Ungheria per ricordare gli eventi del 1956. Qui dichiara che all'epoca dei fatti fu giusta la lettura che diede Pietro Nenni e non quella di Palmiro Togliatti. E, ritornato in Italia, rincara alla Camera asserendo che «i vinti di ieri sono i vincitori di oggi» e in aula scoppia la bagarre con dure accuse da parte del PdCI, come già accaduto in passato. 	
Poco dopo tornano le manifestazioni di piazza contro la legge finanziaria del 2007. Vi partecipano esponenti di Rifondazione. A dicembre viene lanciata l'idea di una Conferenza Nazionale di Organizzazione per la fine di marzo del 2007, nell'intento di svolgere delle assemblee di partito di ogni grado come in un congresso, dove poter però verificare lo stato di salute del partito stesso.

## Prima crisi di governo
Il 21 febbraio 2007 Prodi si dimette e segue una crisi di una settimana, causata dalla mancata approvazione al Senato dell'ordine del giorno sulla politica estera. La bocciatura avviene sostanzialmente per il mancato appoggio di tre senatori a vita, ma non erano mancate le strumentalizzazioni per la non partecipazione al voto del senatore di Rifondazione Franco Turigliatto, il quale, non approvando la mozione era uscito dall'Aula insieme al senatore Fernando Rossi. Il senatore viene quindi allontanato dal Partito, ma decide di non rinunciare al suo seggio, nonostante in precedenza avesse fatto dichiarazioni contrarie.
Il 25 febbraio Bertinotti lancia dalla prima pagina di Liberazione l'idea di riunire la sinistra e che Rifondazione voleva già concretizzare con la fondazione della sezione italiana della Sinistra Europea.

## Divisioni interne ed esito delle elezioni amministrative
Intanto alla Conferenza di organizzazione le minoranze interne al partito pongono alcune questioni critiche: Essere Comunisti si spacca e l'area de "L'Ernesto" (dal nome della rivista, erede dell'esperienza di "Interstampa") si organizza autonomamente. Sinistra Critica (11 giugno) inizia il percorso politico che porterà alla fuoriuscita dal partito. Si vanno delineando due tendenze, una legata alla volontà di Fausto Bertinotti di lavorare per un nuovo partito di sinistra che nasca dalla fusione dei partiti a sinistra del Partito Democratico, superando così il PRC, ma anche la stessa sezione italiana della Sinistra Europea, la quale finalmente vede la luce il 17 giugno e altri esponenti della maggioranza interna, più vicini al segretario Giordano, e le minoranze seppur con diversi accenti, che preferiscono una prospettiva di confederazione che concretizzi l'unità a sinistra, ma senza arrivare a uno scioglimento dei partiti esistenti.
Alle amministrative 2007, Rifondazione subisce varie sconfitte passando mediamente dal 6% al 4% e perdendo alle provinciali circa 30.000 voti; oltre alle scissioni a sinistra, che danno vita al Partito Comunista dei Lavoratori e al "Partito di Alternativa Comunista", a influire su questo risultato è il pesante astensionismo tra gli elettori di sinistra.

## Manifestazioni e processi unitari
Il 9 giugno fallisce il sit-in a Roma, insieme alle altre forze della sinistra di governo, contro la visita del Presidente degli Stati Uniti Bush. Tale destino non coglie invece un'analoga manifestazione cui partecipa la maggior parte dei militanti del PRC. I due episodi rafforzano gli antigovernativi di Rifondazione, mettendo a dura prova la linea di maggioranza.
L'annuncio della nascita del Partito Democratico (PD), per il mese di ottobre 2007, favorisce un nuovo avvicinamento tra le formazioni "a sinistra dei DS", Rifondazione innanzitutto, ma anche il PdCI, i Verdi e Sinistra Democratica. La necessità di costituire un'azione politica unitaria che raccolga le istanze della sinistra italiana approda nella creazione di un "cantiere per l'unità a sinistra".
Il partito, dai vertici fino a un gran numero di strutture e militanti di base, aderisce alla manifestazione nazionale, convocata dai giornali Liberazione, il manifesto, Carta e da 15 personalità della sinistra, che si svolge a Roma il 20 ottobre 2007. All'iniziativa, appoggiata da Rifondazione e dal PdCI, partecipa una grande folla, che gli organizzatori valutano a circa un milione di persone, unite nella richiesta di una svolta a sinistra da parte del governo Prodi, soprattutto sul tema del lavoro e delle pensioni.
Dopo alcuni mesi il cantiere della sinistra, definito giornalisticamente "Cosa Rossa", ha una forte accelerazione e culmina l'8 e 9 dicembre 2007 con l'Assemblea della Sinistra e degli Ecologisti, durante la quale viene varata La Sinistra l'Arcobaleno che vede uniti sotto un unico simbolo i quattro partiti di PRC, PdCI, SD e Verdi.

## Caduta del governo Prodi II
A gennaio 2008 cade il Governo Prodi, in seguito al mancato ottenimento della fiducia in Senato, per il voto contrario dell'UDEUR e di altri senatori di centro, in precedenza aderenti all'Unione.
Il PRC si dichiara disponibile alla formazione di un governo istituzionale che possa modificare la legge elettorale vigente, pur affermando la propria contrarietà alla formazione di nuove maggioranze che includano i partiti della Casa delle Libertà. In un'intervista, Franco Giordano dichiara che non sarebbero state più possibili alleanze con il centro moderato, definito trasformista.
Il partito decide quindi di avviare la campagna elettorale in corrispondenza dell'Assemblea delle lavoratrici e dei lavoratori tenutasi a Torino presso il Parco della Pellerina. Si è delineato pertanto un ritorno alla centralità delle grandi tematiche del lavoro e della precarietà che durante il periodo del PRC al Governo sembravano essere state messe da parte.